# Васино (Талдомский городской округ)
Васино — деревня в Талдомском районе Московской области России. Входит в состав сельского поселения Гуслевское.

## География
Расположена в южной части района, примерно в 20 км к югу от центра города Талдома. Ближайшие населённые пункты — деревня Танино и посёлки городского типа Вербилки и Запрудня.

## История
В «Списке населённых мест» 1862 года Васина — владельческая деревня 2-го стана Дмитровского уезда Московской губернии на Кашинском тракте (из Дмитрова в Кашин), при колодце, в 21 версте от уездного города, с 8 дворами и 44 жителями (23 мужчины, 21 женщина).
По данным 1890 года входила в состав Гарской волости Дмитровского уезда, проживало 92 человека.
В 1913 году — 20 дворов.
Постановлением президиума ВЦИК от 15 августа 1921 года Гарская волость была включена в состав образованного Ленинского уезда Московской губернии.
По материалам Всесоюзной переписи населения 1926 года — деревня Ново-Никольского сельского совета Гарской волости Ленинского уезда, проживало 132 жителя (70 мужчин, 62 женщины), насчитывалось 24 хозяйства, среди которых 21 крестьянское.
С 1929 года — населённый пункт в составе Ленинского района Кимрского округа Московской области, с 1930-го, в связи с упразднением округа, — в составе Талдомского района (ранее Ленинский район) Московской области.
До муниципальной реформы 2006 года — деревня Гуслевского сельского округа.

## Население
| 1859 | 1890 | 1926 | 2002 | 2006 | 2010 |
| ---- | ---- | ---- | ---- | ---- | ---- |
| 44   | ↗92  | ↗132 | ↘14  | ↘5   | →5   |